# 茨城女子短期大学
茨城女子短期大学（いばらきじょしたんきだいがく、英語: Ibaraki Women's Junior College。）は、茨城県那珂市東木倉960-2に本部を置く日本の私立大学。1909年創立、1967年大学設置。大学の略称は茨女（）。

## 概観

### 大学全体
- 茨城県那珂市に所在する日本の私立短期大学で、設置主体は学校法人大成学園[1]。
- 1967年に2学科[注 3]体制にて開学[注 4]。現在は2学科体制で、大成学園幼稚園が併設されている。

### 建学の精神（校訓・理念・学是）
- 建学の精神は「誠実・協和・勤勉」となっている。

### 教育および研究
- 表現文化学科と保育科が設置されている。
  - 表現文化学科では、従来の国語国文学の考察や創作を主軸に置くも、ダンスをはじめとした身体表現の実技や演劇・ミュージカル等の舞台鑑賞、図書館・博物館・美術館・歴史館・史料館等の生涯学習施設での鑑賞にも力を注ぎ、読む力、観る力、感じる力、伝える力を養っていくことで表現を受け取り、発信することを体系的に学んでいく。
  - 保育科では、系列の幼稚園や保育園における実習が取り入れられている。

### 学風および特色
- 「誠実・協和・勤勉」の下に、質実で穏やかな個性尊重の人間教育がモットーとされている。

## 沿革
- 1907年
  - 裁縫塾が開設される。
- 1909年
  - 大成裁縫女学校に改称。
- 1919年
  - 水戸市大成女学校に改称。
- 1929年
  - 大成高等女学校を併設。
- 1944年
  - 第二次世界大戦の傷病者を看護するための看護婦を補うために看護婦養成所として指定される。
- 1948年
  - 学制改革により大成女子高等学校・中学校を設置する。
- 1952年
  - 3月14日 学校法人が成立する[4]。
- 1967年
  - 3月25日 左記を以て文部省[注 5]より短期大学の設置が認可される[5]。
  - 4月1日 茨城女子短期大学が以下の学科体制にて開学する[注 6]。
    - 文科
      - 国文専攻 入学定員20名[注釈 1]
      - 英文専攻 入学定員20名[注釈 1]

    - 保育科 入学定員40名[注釈 1]

  - 5月1日 学生数[9]/定員
    - 文科 22[注釈 2]/40
    - 保育科 43[注釈 2]/40
- 1968年
  - 厚生省より保母養成学校の指定を受ける。
- 1969年
  - 4月1日 保育科の入学定員を40→50に増員[10]。
- 1970年
  - 文科に司書課程設置。
  - 5月1日 学生数[11]/定員
    - 文科 151[注釈 2]/80
    - 保育科 55[注釈 2]/100
- 1977年
  - 4月1日 以下、学科の入学定員増あり[注 7]。
    - 文科
      - 国文専攻 20→50
      - 英文専攻 20→30

    - 保育科 50→100

  - 5月1日 学生数[15]/定員
    - 文科 179[注釈 2]/120
    - 保育科 248[注釈 2]/150
- 1981年
  - 4月1日 学科の入学定員増を以下の通り行う[16]
    - 文科国文専攻 50→70
    - 保育科 100→130

  - 5月1日 学生数[17]/定員
    - 文科 206[注釈 2]/180
    - 保育科 275[注釈 2]/230
- 1984年
  - 文科に秘書課程設置。
- 1988年
  - 4月1日 学科名を以下の通り変更する[18]。
    - 文科→文学科
      - 国文専攻→国語国文学専攻
      - 英文専攻→英語英文学専攻

  - 5月1日 学生数[19]/定員
    - 文科 329[注釈 2]/200
    - 保育科 263[注釈 2]/260
- 1990年
  - 4月1日 専攻科の設置が認められ、以下の課程を設ける[注 8]。
    - 福祉専攻 入学定員20名

  - 同 学科の入学定員変更を以下の通り行う[注 9]。
    - 文科英文専攻 30→60
    - 保育科 130→100
- 1990年
  - 5月1日 学生数[25]/定員
    - 文科 263[注釈 2]/230
    - 保育科 237[注釈 2]/230
- 1992年
  - スクールバス運行開始。
  - 5月1日 学生数[注 10]/定員
    - 文科 326[注釈 2]/260
    - 保育科 222[注釈 2]/200
- 1999年
  - 5月1日 学生数[28]/定員
    - 文科 116[注釈 2]/260
    - 保育科 265[注釈 2]/200
- 2001年
  - 4月1日 以下の学科・専攻については、この年度で学生募集を最終とする[注 11]。
- 2002年
  - 4月1日 この年度より文学科国語国文学専攻を国文科に改組される[注 12]。
- 2007年
  - 4月1日 国文科の入学定員を70→50に減員[30]。
- 2009年
  - 4月1日 専攻科福祉専攻を介護福祉専攻科に名称変更する[31]。
- 2010年
  - 4月1日 学科の入学定員減を以下の通り行う[32]。
    - 国文科 50→40
    - 保育科 100→80
- 2011年
  - 4月1日 国文科がことばの芸術学科に名称変更される[33]。
- 2012年
  - 3月31日 左記をもって以下の課程を正式に廃止とする。
    - 介護福祉専攻科
- 2015年
  - 4月1日 ことばの芸術学科が表現文化学科に名称変更される[34]。
- 2017年
  - 4月1日 保育科の入学定員を80→100に増員[35]。
- 2020年
  - 4月1日 表現文化学科の入学定員を40→30に減員[36]。
- 2023年
  - 4月1日 保育科がこども学科に名称変更される。

## 基礎データ

### 所在地
- 茨城県那珂市東木倉960-2

### 交通アクセス
- JR水郡線後台駅下車。徒歩17分。
- 茨城交通
  - JR常磐線水戸駅北口7番のりばから、25系統那珂高校行、26系統茨大前営業所行、茨城女子短大前バス停留所下車（所要時間約20分）
  - JR常磐線水戸駅北口7番のりばから61系統大宮営業所行、木の倉停留所下車（所要時間約20分）。徒歩約15分。
  - 茨大前営業所から、26系統水戸駅行、茨城女子短大前バス停留所下車（所要時間約10分）
- 学生専用スクールバス
  - JR常磐線勝田駅西口から本学まで（所要時間約18分）
- 自動車
  - 常磐自動車道 那珂インターチェンジから3.5km。
  - 常磐自動車道 水戸北スマートインターチェンジから6.4km。

### 象徴
- 茨城女子短期大学のカレッジマークはナデシコをイメージしている。これは、本短大の学生が美しく気品ある女性となることを願う意味合いが込められている[37]。
- 大学歌は能村潔が作詞、高木東六が作曲している。

## 教育および研究

### 組織

#### 学科
- 表現文化学科 入学定員30名[1]
- こども学科 入学定員100名[1]

##### 学科の変遷
- 文科
  - 国語国文学専攻→国文科→ことばの芸術学科→表現文化学科
  - 英語英文学専攻 入学定員60名[注 13]
- 保育科→こども学科

#### 専攻科
- 介護福祉専攻科 入学定員20名[注 14]。

#### 別科
- なし

##### 取得資格について
- 保育士資格と幼稚園教諭二種免許状が保育科卒業の前提とされている。
- 司書資格が表現文化学科に設置されている[注 15]。
- 専攻科介護福祉専攻では介護福祉士資格が取得できた。
- かつては教職課程として中学校教諭二種免許状も設けられていた[注 16] 。
  - 国語：国文科の前身である文科国語国文学専攻にて設置されていた。
  - 英語：かつての文科英語英文学専攻にて設置されていた。
- 司書教諭：文科の両専攻にて設置されていた[41]。

### 研究
- 『茨城女子短期大学紀要』[42]
- 『茨女国文 ことばの芸術』[43]
- 『小松原曉子研究』[44]

## 学生生活

### 部活動・クラブ活動・サークル活動
- 茨城女子短期大学のクラブ活動
  - 体育系：ダンス・バドミントン・テニス・バレーボールほか
  - 文化系：手話・華道・茶道ほか

### 学園祭
- 茨城女子短期大学の学園祭は「撫子祭」と呼ばれ毎年10月下旬に開催されている。

## 施設

### キャンパス
- 視聴覚室
- ピアノレッスン室
- ML教室
- コンピュータ演習室
- ダンススタジオ
- 図書館：93,000冊所蔵
- なでしこホール
- 体育館ほか

### 寮
- 茨城女子短期大学の寮は「なでしこ寮」と呼ばれている。

## 対外関係

### 系列校
- 大成女子高等学校
- 大成学園幼稚園
- 大成学園額田保育園

## 社会との関わり
- 1998年に行われた「ゆうあいピック」に保育科学生がボランティア参加している。
- 2018年8月11日・8月12日の両日にひたちなか市の湊公園で上演された演劇『湊村反射炉物語―幕末を駆け抜けたある大工の愛の記録―』（脚本：錦織伊代[45]）に表現文化学科の学生とダンスサークルのメンバーの計18人が役者として出演した[46]。

## 卒業後の進路について

### 就職について
- 表現文化学科（旧国文科、文科国文専攻・英文専攻、ことばの芸術学科を含めて）では、一般企業への就職者が多い傾向にある。また司書課程、メディカル秘書課程があるため、司書、医療事務としての就職を選択する学生もいる。保育科では、保育所への専門職が最も多く、それについで幼稚園教員が多いものとなっている。

### 編入学・進学実績
- これまでの実績では、盛岡大学・東北福祉大学・茨城キリスト教大学・常磐大学・いわき明星大学・筑波学院大学・つくば国際大学・文京学院大学・川村学園女子大学・聖徳大学・帝京平成大学・東京成徳大学・大東文化大学・立正大学・群馬県立女子大学などがある。